# Lernanthropus senegalensis
Lernanthropus senegalensis is een eenoogkreeftjessoort uit de familie van de Lernanthropidae. De wetenschappelijke naam van de soort is voor het eerst geldig gepubliceerd in 1996 door Diebakate & Raibaut.